# Zelma O'Neal
Zelma O'Neal (29 de maio de 1903 — 3 de novembro de 1989) foi uma atriz norte-americana, cantora e dançarina na década de 1920 e 1930. Ela apareceu na Broadway e em filmes sonoros antecipados, incluindo os filmes da Paramount Pictures, Paramount on Parade e Follow Thru (ambos 1930).
Ela foi casada com o ator Anthony Bushell entre 1928 e 1935.